# Gamma Ray
Gamma Ray — немецкая метал-группа, созданная в 1989 году Каем Хансеном, бывшим гитаристом и вокалистом группы Helloween.

## История
В 1988 году, после четырёх лет в Helloween, гитарист и автор песен Кай Хансен решил покинуть группу по причинам, которые всё ещё являются предметом для споров. Сам Хансен объяснял свой уход усталостью от напряжённого графика, «небольшими разногласиями» в группе и другими банальными вещами. Быстро отдохнувший от «гастрольного стресса» Кай проявил недюжинную работоспособность, успев за зиму принять участие в записи альбомов трёх групп — Joal, Ally Kat и Blind Guardian, причём в последнем случае в качестве не только гитариста, но и бэк-вокалиста в ряде песен. Работа в студии вернула ему наконец-то уверенность в своих силах, и он создал собственный проект Gamma Ray. Вокалистом он пригласил старого знакомого Ральфа Шиперса (Ralph Scheepers), к тому моменту ушедшего из группы Tyran’ Pace. Этот проект уже можно было назвать группой лишь после прихода Уве Весселя (Uwe Wessel) (бас) и Матиаса Бурхарда (Mathias Burchard) (ударные). Так произошло рождение Gamma Ray — коллектива, по звучанию достаточно близкого к стилю бывшей группы Хансена, Helloween.
В феврале 1990 года был издан дебютный альбом Heading for Tomorrow, вокал на котором принадлежит Ральфу Шиперсу. Стиль и исполнение были настолько близки к Helloween, что некоторые фанаты (в частности, в СССР) посчитали Heading for Tomorrow новым альбомом Helloween. Позже в том же году вышел сингл Heaven Can Wait EP с новым гитаристом Дирком Шлехтером (Dirk Schlächter) и новым барабанщиком Ули Кушем (Uli Kusch).
В феврале 1991 года группа репетировала для записи второго альбома в маленьком загородном домике, находящемся в Дании. С несколькими новыми песнями в запасе Gamma Ray вошли в студию, принадлежащую продюсеру Томми Ньютону (Tommy Newton). Он успешно осуществил свою работу на альбоме, названном Sigh No More, который был издан в сентябре 1991. Стиль довольно сильно отличается от стиля первого альбома, а лирика очень депрессивна, причиной этому, по некоторым источникам, послужила война в Персидском заливе, которая шла в это время. После выхода альбома группа осуществила 50-дневный мировой тур.
После японского тура в 1992 году группу решили покинуть Ули Куш и Уве Вессель из-за внутренних разногласий, которые были заменены молодыми музыкантами из малоизвестной группы Anesthesia, Яном Рубахом (Jan Rubach) (бас) и Томасом Наком (Thomas Nack) (ударные). После этого группа занялась строительством собственной студии, что потребовало много времени, поэтому они не начинали запись до начала 1993. Альбом, названный Insanity and Genius, был издан лишь в июне 1993. Стиль альбома снова приблизился к Heading for Tomorrow, в этой записи Кай снова принялся за написание взрывного спид-метала. Insanity and Genius был сыгран вживую на фестивалях Melodic Metal strikes back, полностью во всех четырёх шоу с участием Helicon, Conception, Rage и Gamma Ray как совместных хедлайнеров. Второе live-видео, названное Lust for Live, было снято на концерте в Гамбурге, который также был издан как live CD под названием The Power of Metal в декабре.
Самые крупные изменения в составе ещё только предстояли. Когда были разработаны планы для четвёртого альбома группы, Хансен и Шлехтер были удручены тем фактом, что Шиперс живёт слишком далеко от Гамбурга. Это означало, что они могли проводить репетиции только в выходные, именно этот факт стал причиной задержки записи. С тех пор, как Шиперс был прослушан для работы вокалистом в знаменитой группе Judas Priest и его шансы были оценены достаточно хорошо, Хансен спросил его, действительно ли он думает, что оставаться в Gamma Ray будет правильным решением. Вдвоём они решили, что лучше будет, если Шиперс покинет группу, и без особых разногласий с обеих сторон Шиперс оставил Gamma Ray. После этого Хансен начал поиски нового вокалиста, но по просьбам друзей и фэнов взял и вокальные, и гитарные обязанности на себя, как сделал это на ранних записях Helloween.
В 1995 году был издан четвёртый альбом Land of the Free, первый альбом, где Хансен выступил в роли вокалиста. Приглашёнными вокалистами были Ханси Кюрш из Blind Guardian и Михаэль Киске (ex-Helloween). Критики всего мира были довольны. Последующий тур, Men on a Tour, послужил причиной к записи и выпуску живого альбома Alive ’95 в 1996.

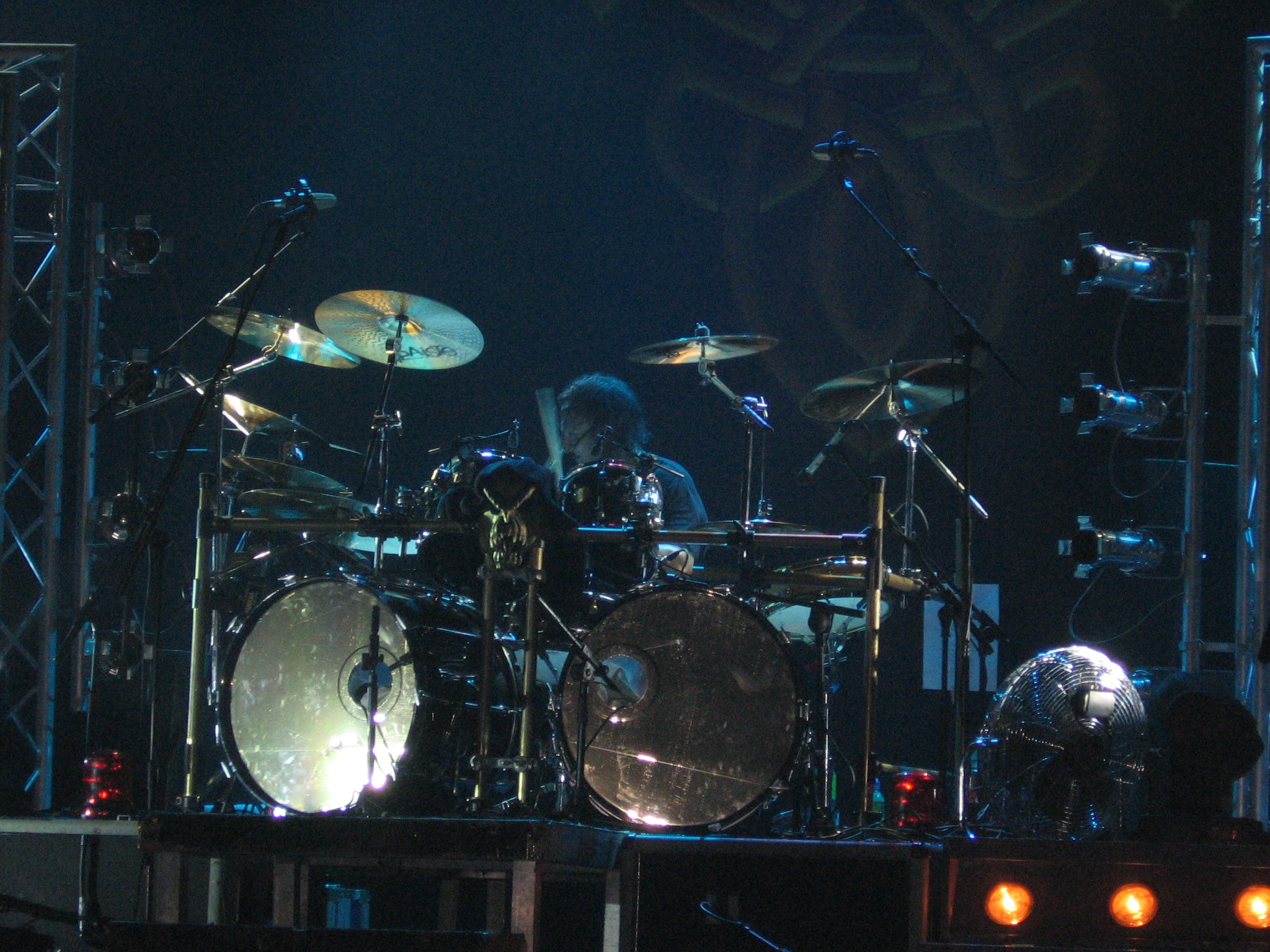
Дан Циммерман

Вскоре Хансен и Шлехтер оба решили, что нужно снова изменить состав. Группу покинули Ян Рубах и Томас Нак (оба вернулись в свой прежний коллектив, Anesthesia), пришёл новый барабанщик Дан Циммерман (Dan Zimmerman), также барабанщик группы Freedom Call. Шлехтер решил, что перестанет играть на гитаре и примет на себя обязанности бас-гитариста, так как именно на бас-гитаре он учился играть изначально. Это можно видеть на более раннем видео Heading for the East, когда он и Вессель поменялись инструментами на несколько песен, и Шлехтер исполняет соло на басу в одном месте. Хеньо Рихтер пришёл в Gamma Ray, чтобы занять место второго гитариста.
Началась работа по созданию следующего полноформатного альбома, и в 1997 был выпущен Somewhere Out In Space, лирика которого основана на романтике космоса и межзвёздных путешествий. После двух лет туров вышел альбом Power Plant, который явился продолжением Somewhere Out In Space в лирическом плане, но довольно сильно отличался в музыкальном. Альбом был высоко оценён во всём мире.
Пришло время для создания сборника лучших песен, но Хансен решил сделать это немного по-другому: он позволил фэнам выбрать голосованием на их сайте три лучшие песни на каждом из альбомов, а затем группа вновь вернулась в студию, чтобы перезаписать достаточно старые песни с первых трёх альбомов и сделать изменённые версии для песен, выпущенных позже. Этот двойной альбом был назван Blast from the Past.
После перерыва в один год, когда Хансен сконцентрировался на сайд-проекте Iron Savior, группа была готова для записи и выпуска следующего альбома No World Order!. Альбом содержал много тяжёлых риффов в стиле классических групп 1980-х, таких как Iron Maiden и Judas Priest, как и было обещано. И снова альбом был высоко оценён. На туре в поддержку альбома группа посетила очень много стран Европы и отыграла несколько концертов в Японии. После небольшого перерыва Gamma Ray отправились на тур под названием Skeletons in the Closet. В этом туре участники группы исполняли песни, которые они никогда или очень редко играли до этого. Вновь список песен был выбран фэнами на сайте группы. Было сыграно всего лишь несколько шоу, но два из них были скомпонованы в живой альбом Skeletons in the Closet, их лучший живой альбом на сегодняшний день.
23 сентября 2005 года был выпущен студийный альбом Gamma Ray Majestic.
Live DVD, названный «Hell Yeah — The Awesome Foursome (And The Finnish Keyboarder Who Didn’t Want To Wear His Donald Duck Costume) Live in Montreal», был записан 6 мая 2006 в Монреале.
В последние годы Gamma Ray используют сессионных клавишников для туров, чтобы полностью передать собственное звучание в живой обстановке. Аксель Макенротт (Axel Mackenrott) из Masterplan выполнял эти задачи ранее, теперь эту роль выполняет Эро Каукомиес (Eero Kaukomies) из Финляндии, который играет в Gamma Ray tribute группе. Его согруппник гитарист Каспери Хейккинен (Kasperi Heikkinen) также играл в части тура Majestic в 2006 по причине травмы Хеньо Рихтера (Henjo Richter).
Студийный альбом Gamma Ray Land Of The Free Part II был выпущен 16 ноября 2007 в Германии, 19 ноября в Европе, 21 ноября в Японии и 15 января 2008 в Северной Америке.
В ноябре 2007 года Gamma Ray совместно с Helloween и Axxis отправились в мировое турне Hellish Rock 2007/2008. Хедлайнером тура является группа Helloween. Gamma Ray назван «особым гостем» тура (англ very special guest) и, также как и Axxis, играет не на всех выступлениях. Тур знаменателен тем, что в конце выступления состав Gamma Ray (за исключением ударника) присоединяется к Helloween, чтобы вместе исполнить ранние хиты Helloween, автором которых был Кай, — «Future World» и «I Want Out»
В 2010 году вышел новый студийный альбом «To the Metal!». В сентябре 2012 стало известно, что Gamma Ray расстались с ударником Дэном Циммерманом, которого заменил Михаэль Эхре (Love.Might.Kill, Firewind, Uli Jon Roth, Metalium). Кай Хансен:

Поскольку вы давно спрашивали, что происходит в Gamma Ray, вот некоторые новости. Возможно, до вас доходили слухи, что Дэнни ушел из группы, что очень для нас печально. Но я считаю, что мы нашли очень неплохого парня. Ну, а так как мы уже давно с ним играем, мы можем с гордостью представить вам нашего нового барабанщика, мистера Михаэля Эре. Устройте ему теплый прием и следите за новостями!
15 марта 2013 года на EarMisic вышел миньон «Master Of Confusion», включающий два новых трека, две кавер-версии (Holocaust, Sweet) и шесть концертных композиций. Этот релиз стал тизером к вышедшему в 2014 году альбому «Empire Of The Undead».
В октябре 2015 года было объявлено, что Фрэнк Бек станет новым вокалистом Gamma Ray, в дополнение к Хансену. Это было связано с деградирующим вокалом Хансена из-за длительного гастрольного графика, а также с желанием Хансена иметь больше свободы на сцене.
В 2016 году барабанщик Михаэль Эре возродил свою группу Love.Might.Kill, в которую пригласил Хеньо Рихтера. Группа сменила название на The Unity и подписала контракт с лейблом Steamhammer/SPV. Дебютный одноимённый альбом нового коллектива вышел в начале 2017 года.
В 2016 году Helloween объявили о воссоединении с участниками классического состава Helloween Каем Хансеном и Михаэлем Киске для проведения реюнион-тура «Pumpkins United». После тура совместное творчество продолжилось, Кай Хансен остался в Helloween в качестве одного из трёх вокалистов и гитариста. В 2021 году вышел альбом Helloween с одноимённым названием «Helloween» с Каем Хансеном и Михаэлем Киске в качестве вокалистов, группа продолжает регулярно давать концерты в этом составе.
10 августа 2017 года группа объявила, что они выпустят 25-летнее юбилейное издание Land of the Free.
В 2023 году Gamma Ray выпустила обновленную версию Blast from the Past в ограниченном количестве из 3 CD диджипак (который включает EP Skeletons & Majesties), в цифровом виде и на виниловой пластинке.
В июне 2021 года в подкасте «Scars and Guitars» Кай Хансен заявил, что, несмотря на его воссоединение с Helloween, он не дает Gamma Ray умереть, и что он готовит материал для нового альбома, который ориентировочно выйдет в 2022 году. Однако альбом так и не вышел.
В апреле 2024 года группа возобновила концертную деятельность, отправившись в тур по Латинской Америке.

## Участники

### Текущие участники
- Кай Хансен — соло и ритм-гитара (с 1989), вокал (с 1994)
- Франк Бек — вокал (с 2015)
- Хеньо Рихтер (Henjo Richter) — соло и ритм-гитара, клавишные (с 1997)
- Дирк Шлехтер (Dirk Schlächter) — бас-гитара (с 1997), гитара (1990—1997)
- Михаэль Эре (Michael Ehré) — барабаны (с 2012)

### Бывшие участники

#### Вокалисты
- Ральф Шиперс (Ralf Scheepers) — вокал (1989—1994)

#### Бас-гитаристы
- Уве Весел (Uwe Wessel) — бас-гитара (1989—1992)
- Ян Рубах (Jan Rubach) — бас-гитара (1992—1997)

#### Барабанщики
- Матиас Бурхард (Mathias Burchard) — барабаны (1989—1990)
- Ули Куш (Uli Kusch) — барабаны (1990—1992)
- Томас Нак (Thomas Nack) — барабаны (1992—1997)
- Дан Циммерман (Dan Zimmerman) — барабаны (1997—2012)

### Приглашённые музыканты
- Томми Ньютон (Tommy Newton) — гитара (1990)
- Таммо Вольмерс (Tammo Vollmers) — барабаны (1990)
- Миша Герлах (Mischa Gerlach) — клавишные (1990)
- Ханзи Кюрш (Hansi Kürsch) — вокал (1995)
- Михаэль Киске (Michael Kiske) — вокал (эпизодически — в 1995, 2010)
- Саша Пает (Sascha Paeth) — клавишные (1995)
- Майк Террана (Mike Terrana) — барабаны (1998, туры)
- Йорг Шрёр (Jörg Schrör) — бас-гитара (2000, туры)
- Аксель Макенротт (Axel Mackenrott) — клавишные (2004, туры)
- Каспери Хейккинен (Kasperi Heikkinen) — гитара (2006, туры)
- Ееро Каукомиес (Eero Kaukomies) — клавишные (2006, туры)

## Дискография

### Студийные альбомы
- Heading for Tomorrow (1990)
- Sigh No More (1991)
- Insanity and Genius (1993)
- Land of the Free (1995)
- Somewhere Out in Space (1997)
- Power Plant (1999)
- No World Order (2001)
- Majestic (2005)
- Land of the Free II (2007)
- To the Metal! (2010)
- Empire of the Undead  (2014)

### Мини-альбомы
- Heaven Can Wait (1990)
- Silent Miracles (1996)
- Valley of the Kings (1997)
- Skeletons & Majesties (2011)
- Master Of Confusion (2013)

### Сборники
- The Karaoke Album (1998)
- Blast from the Past (2000)
- The Best Of (2015)

### Концертные альбомы
- Power Of Metal (1994) (вместе с Rage, Helicon и Conception)
- Alive '95 (1996)
- Skeletons in the Closet (2003)
- Hell Yeah — The Awesome Foursome. Live in Montreal (2008)

### Видео и DVD
- Heading for the East (1990)
- Lust for Live (1993)
- Hell Yeah — The Awesome Foursome (And The Finnish Keyboarder Who Didn’t Want To Wear His Donald Duck Costume) Live in Montreal (2008)
- Skeletons & Majesties Live (2012)

### Синглы
- Heaven Can Wait/Mr. Outlaw (1989)
- Space Eater (1989)
- Who Do You Think You Are? (1990)
- The Spirit (1991)
- Werbegeschenk (1991)
- Future Madhouse (1993)
- Rebellion in Dreamland (1995)
- Valley of the Kings (1997)
- It’s a Sin (1999)
- Heaven or Hell (2001)